# 6ストローク機関
6ストローク機関（ろくストロークきかん、Six-stroke cycle engine）は、1回の動作周期が6ストロークから成る内燃レシプロエンジンの一種である。ガソリンを燃料とする6ストローク機関が低燃費競技にて抜群の好成績を出した事例がある。

## 燃費競技車としての実績
専用車両による燃費競技が日本で行われはじめたのは1981年のシェル・マイレッジマラソンとホンダエコノパワー燃費競技全国大会である。その年、シェル・マイレッジマラソンは鈴鹿サーキットの直線コースで、エコノパワーは鈴鹿サーキット東コースと桶川飛行場で行われた。ちなみにこの年の日本記録は桶川での621.8 km/lであった。
燃費競技車の中でガソリンを燃料とする6ストローク機関の使用を世界で最初に公表したのは本田技研工業鈴鹿製作所の社員を主体とするプライベートチームのTEAM1200である。このチームはシェル・マイレッジマラソン日本大会で1985・1986・1987年と連続優勝、1987年の記録は977.0 km/lであった。1988年イギリスのシルバーストン・サーキットで行われた第1回シェル・マイレッジマラソン世界大会でベンツ、フォルクスワーゲン、ボルボなど大手自動車会社のワークスチームを相手に2,268 km/lの世界新記録を樹立して優勝した。記録がいきなり伸びたのは、鈴鹿サーキットが傾斜のあるコーナーのきついコースであるのに比べ、シルバーストン・サーキットが平坦なコースであるためである。以降、1990年まで世界大会で3連勝し、更に1995・1996年と連続優勝した。1994年の日本自動車研究所で行われたエコノパワー大会の3,014.71 km/l、1996年のフィンランドで行なわれたマイレッジマラソン世界大会での3,337 km/lと何度も世界記録を更新した。
6ストローク機関の詳細は長い間ベールに包まれていたが、2004年になって、埼玉県の小松原高等学校自動車部が2003年のHONDAエコノパワー燃費競技全国大会で総合優勝した際使用した6サイクル機関が自動車技術会の自動車技術誌に紹介された。エンジンは改造で、ベースはホンダ・スーパーカブの49 ccの空冷4ストローク機関、圧縮比13.5-14、燃費記録は2,410.51 km/l。この大会のコースはツインリンクもてぎのオーバルコースだった。
なお、6ストローク機関が他の実用的な用途に使われた記録はない。

## 行程

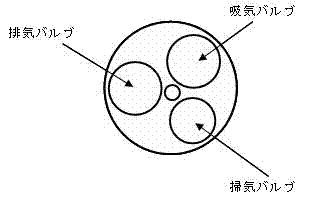
シリンダヘッドを下から見たときのバルブ配置

一般的な6ストローク機関の6つの行程は以下の通りである。 この間にクランクシャフトは3回転する。通常の4ストローク機関の4行程の後に掃気吸入行程と掃気排気行程を持ち、燃焼室内部を冷却する行程を持つ。このことにより高い圧縮比を実現し、燃焼ガスから多くのエネルギーを取り出す。
1. 吸入行程: ピストンが下がり混合気（燃料を含んだ空気）を燃焼室内に吸い込む。
2. 圧縮行程: ピストンが上がり混合気を圧縮する。
3. 燃焼行程: 上死点近で着火された混合気の燃焼ガスの圧力によりピストンが押し下げられる。
4. 排気行程: 上昇するピストンにより燃焼ガスを押し出す。
5. 掃気吸入行程: ピストンが下がり掃気（空気）を燃焼室内に吸い込む。燃費競技車の場合はこの時排気バルブを開けて排気を再度導入する（内部EGR）。その方がバルブの数を増やさないで済み、4ストローク機関からの改造が容易なのと、短時間しかエンジンを作動させないので冷えてしまい易いエンジンを暖めるためである。
6. 掃気排気行程: ピストンが上がり掃気を排気する。

| 1 - 吸入行程   | 2 - 圧縮行程     | 3 - 燃焼・膨張行程 |
| 吸入行程       | 圧縮行程         | 燃焼膨張行程       |
| 4.6 - 排気行程 | 5 - 掃気吸入行程 | 4.6 - 掃気排気行程 |
| 排気行程       | 掃気吸入行程     | 掃気排気行程       |

## 文献
- 橋本健、古畑朋彦、新井雅隆「コモンレール噴射式 6 ストロークディーゼルエンジンの検討」（pdf）『日本機械学会論文集 B 編』第72巻第721号、2006年、2323-2329頁、doi:10.1299/kikaib.72.2323。
- 森田真一、渡辺直樹、斉藤正浩、古畑朋彦、新井雅隆「2303 高圧噴射式 6 ストロークディーゼルエンジンの燃焼特性に及ぼす噴射条件の影響 (S25 エンジンの排気浄化・後処理, 21 世紀地球環境革命の機械工学: 人・マイクロナノ・エネルギー・環境)」（pdf）『年次大会講演論文集: JSME annual meeting.』第2008巻第3号、一般社団法人日本機械学会、2008年、doi:10.1299/jsmemecjo.2008.3.0_55。 (要購読契約)
- Arai Masataka、Yuichi Ida、Kenji Amagai「Thermodynamical analysis of a 6-stroke diesel engine」（pdf）『Transactions of the Japan Society of Mechanical Engineers, Part B』第59巻第568号、1993年、4052-4058頁、doi:10.1299/kikaib.59.4052。
- Hayasaki Tsunaki; Okamoto Yuichirou; Amagai Kenji; Arai Masataka (1999). “A six-stroke DI diesel engine under dual fuel operation”. SAE Technical Paper (1999-01-1500). doi:10.4271/1999-01-1500.